# Київська сімка
Ки́ївська фіна́нсово-промисло́ва гру́па: Віктор Медведчук, Валентин Згурський, Григорій та Ігор Суркіси, Богдан Губський, Юрій Карпенко, Юрій Лях.
До активів групи належали Український кредитний банк, АТ "Футбольний клуб «Динамо-Київ», Міжнародна адвокатська компанія «Бі. Ай. еМ», промислово-фінансовий концерн «Славутич».

## Історія
Формування цієї групи розпочалося ще за часів СРСР — 1989 року. Його пов'язують насамперед з ім'ям Валентина Згурського — впливового в радянській Україні функціонера, голови київського виконкому. На початку XXI ст. він очолює наглядові ради ЗАТ "Футбольний клуб «Динамо», промислово-фінансового концерну «Славутич» і ЗАТ «Український кредитний банк».[джерело?]
«Київська група» 1992 р. через офшорні фірми, зокрема «Берлі менеджмент» і «Ньюпорт менеджмент», створила багатопрофільний концерн АТ "Національний інвестиційний фонд «Омета XXI століття». Його структурні підрозділи: «Омета-траст», «Омета-Інвест», «Омета-Інстер» і «Омета-прайвіт».[джерело?]
Група швидко ввійшла в контакт із президентом Леонідом Кравчуком, але за початку президентства Леоніда Кучми мала конфлікт із ним. За деякий час Вікторові Медведчуку вдалося налагодити стосунки з новим президентом.
Після Помаранчевої революції загинув Юрій Лях, Вікторові Медведчуку загрожував арешт, а інший член сімки Богдан Губський примкнув до фракції Блоку Юлії Тимошенко. У 2014 році від інфаркту помер Валентин Згурський.